# 하코다테산

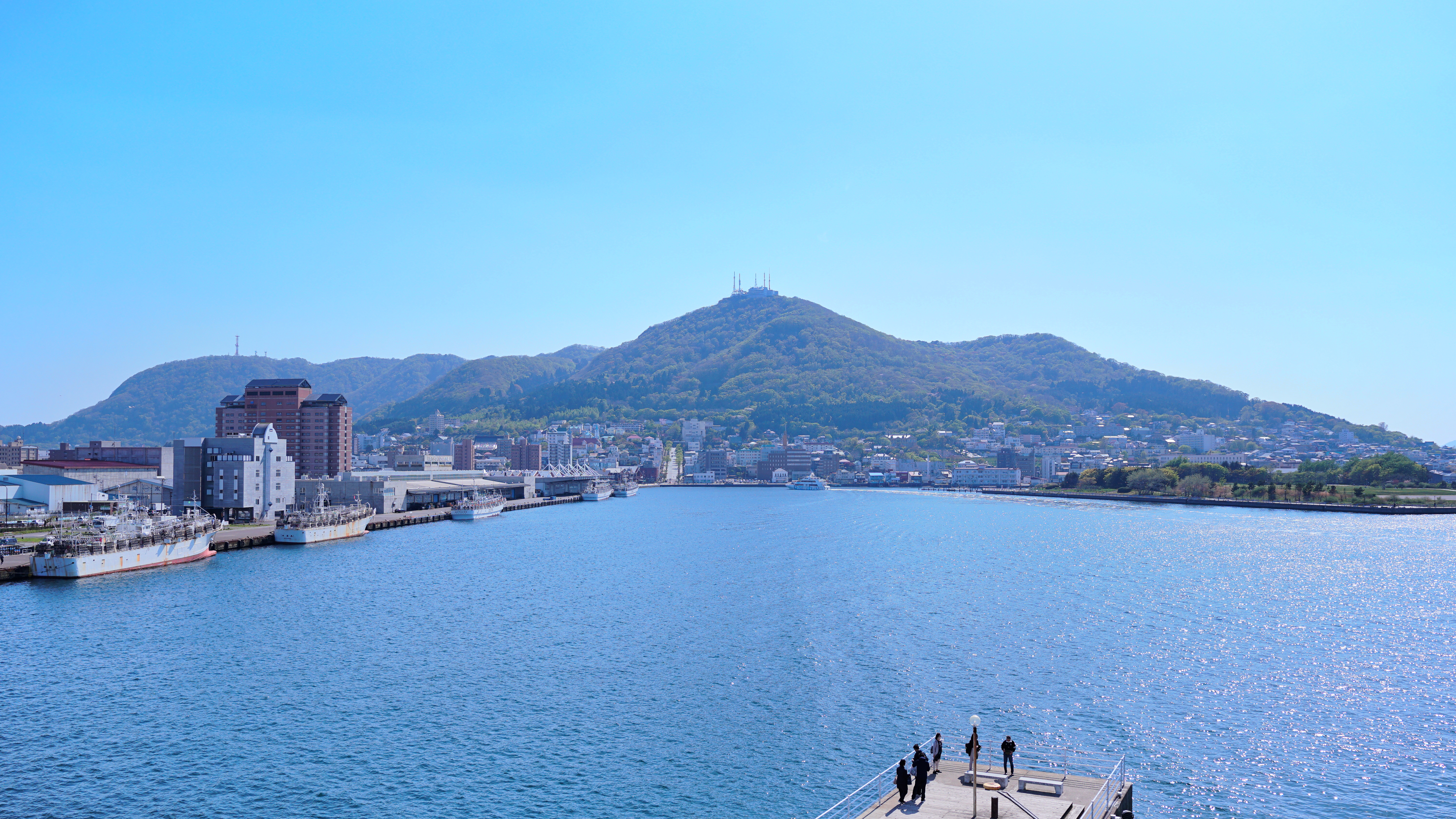
하코다테산

하코다테산(函館山 하코다테야마[*])은 일본 홋카이도 하코다테시 시가지 서쪽 끝에 있는 산이자 육계도다. 육계도로 표현하는 경우에도 하코다테섬, 하코다테야마섬 등이라고 하는 표현하지 않는다. 해발 334m이다.

## 같이 보기
- 하코다테야마 로프웨이